# Antonio De Sanctis
Antonio De Sanctis (Alessandria, 18 ottobre 1972) è un ex bobbista italiano.

## Biografia
Selezionato per la Nazionale di bob dell'Italia nel 2003, partecipò ai Giochi olimpici invernali di Torino 2006, classificandosi all'11º posto insieme Fabrizio Tosini, Luca Ottolino e Giorgio Morbidelli.
Ai Campionati italiani di bob vinse la medaglia nel bob a quattro nel 2002 e la medaglia di bronzo nel 2011 nel bob a due in coppia con Paolo Dal Molin.